# ديفيد هال (منافس ألعاب قوى)
ديفيد هال (بالإنجليزية: David Hall)‏ هو منافس ألعاب قوى أمريكي، ولد في 1 مايو 1875 في شيربروك في كندا، وتوفي في 27 مايو 1972 في سياتل في الولايات المتحدة.

## وصلات خارجية
- دايفيد هال على موقع أوليمبيديا (الإنجليزية)